# Рівне (Мелітопольський район)
Рі́вне — село в Україні, в Мелітопольському районі Запорізької області. Входить до складу Семенівської сільської громади. Населення становить 308 осіб.

## Географія

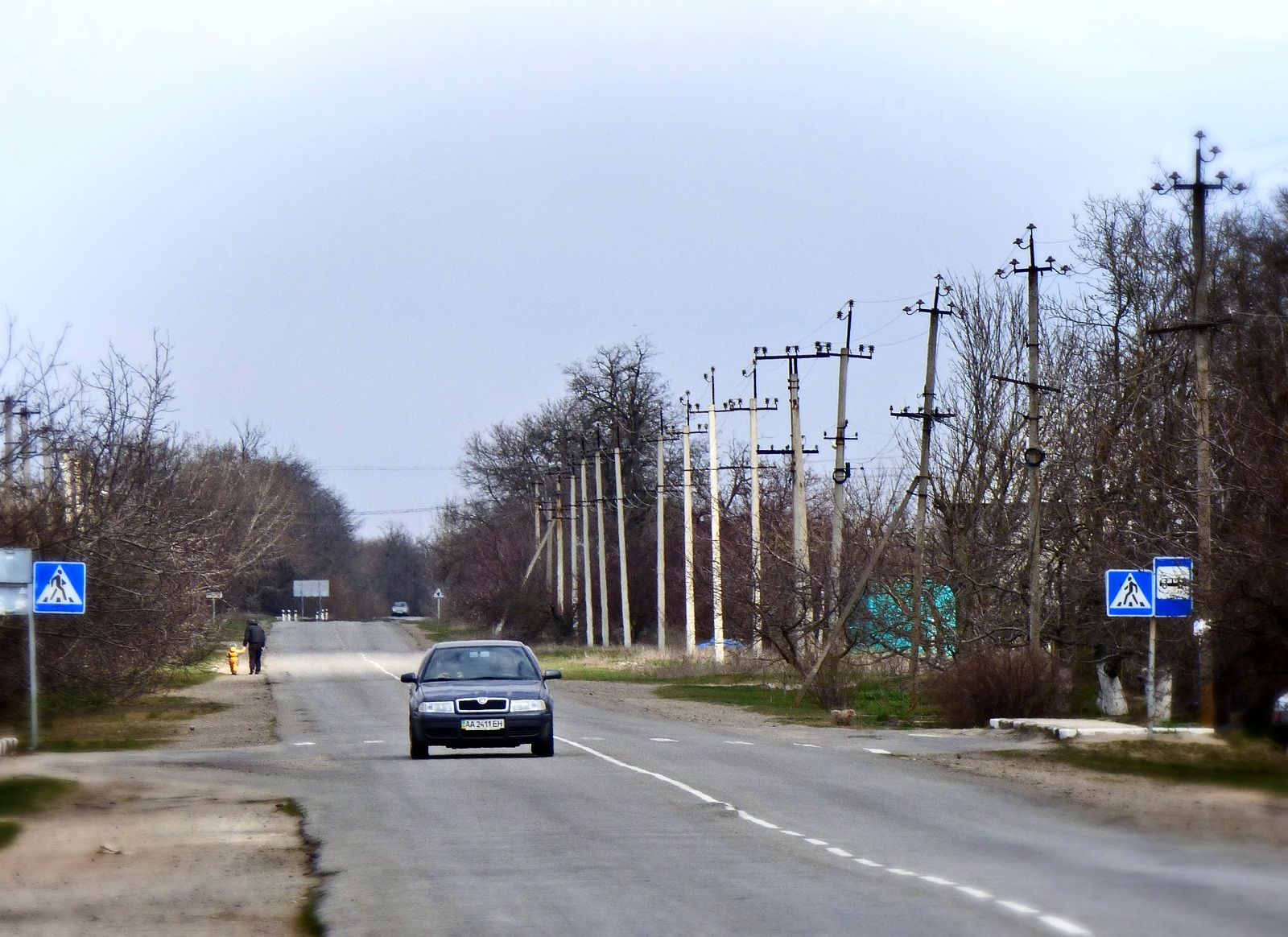
центральна вулиця села — Садова

Село Рівне знаходиться на відстані 2,5 км від сіл Південне та Семенівка. Через село проходить автомобільна дорога Р85.

## Населення

### Мова
Розподіл населення за рідною мовою за даними перепису 2001 року:
| Мова       | Кількість | Відсоток |
| ---------- | --------- | -------- |
| українська | 221       | 71.75%   |
| російська  | 87        | 28.25%   |
| Усього     | 308       | 100%     |

## Історія
- 1925 рік — дата заснування.
- На німецькій військовій карті 1943 село відзначено як селище Тамбовське, що складається з однієї вулиці і 14 дворів.
- До 2019 року було у складі Семенівської сільської ради.

## Галерея
|                   |          |
| автобусна зупинка | елеватор |

- Перелік населених пунктів, що постраждали від Голодомору 1932—1933 (Запорізька область)